# François Santoni
 (décembre 2014).
Si vous disposez d'ouvrages ou d'articles de référence ou si vous connaissez des sites web de qualité traitant du thème abordé ici, merci de compléter l'article en donnant les références utiles à sa vérifiabilité et en les liant à la section « Notes et références ».
Pour les articles homonymes, voir Santoni.
François Santoni est un homme politique français né le 6 juin 1960 à Ajaccio et mort le 17 août 2001 à Monacia-d'Aullène (village de Corse-du-Sud). 
Il a été l'un des chefs du Front de libération nationale corse.

## Biographie
François Santoni rejoint en 1978 les rangs du Front de libération nationale corse, dont il devient en 1982 le responsable militaire du secteur de la Gravona, une vallée proche d'Ajaccio. Instituteur le jour, il est militant la nuit, où il dirigeait une équipe de trente hommes. 
Il est arrêté en 1985 et est condamné 8 ans de prison pour des attaques contre l'état-major de l'armée et un village de vacances du Commissariat à l'énergie atomique. C'est à Fleury-Mérogis qu'il rencontre pour la première fois Jean-Michel Rossi, avec qui va se lier une très profonde amitié. 
Après plusieurs transferts dans différentes prisons, François Santoni est libéré à Nîmes en mai 1989 et amnistié en août de la même année. Il devient alors assistant parlementaire de Max Simeoni, député européen régionaliste élu sur la liste des Verts.
À l'issue du mandat de Max Simeoni, il devient le gérant officiel du Centre de Gestion et de Formation aux Affaires et devient responsable de l'entreprise de transports de fonds Bastia Securita.
En 1992, il est mandaté par le FLNC Canal historique pour entreprendre des négociations avec le gouvernement.
Il devient la même année le compagnon de Marie-Hélène Mattei, avocate bastiaise assurant depuis des années la défense des militants nationalistes.
En 1996 a lieu la rupture avec Marcel Lorenzoni, autre militant historique, qui lui reproche ses discussions avec le pouvoir.
Il est élu en janvier 1996 secrétaire national du parti politique A cuncolta naziunalista, et est mis en cause à la fin de la même année dans une affaire de racket contre le propriétaire du golf de Sperone. Il se constitue prisonnier après l'arrestation de sa compagne dans cette même affaire. Il est libéré en novembre 1998.

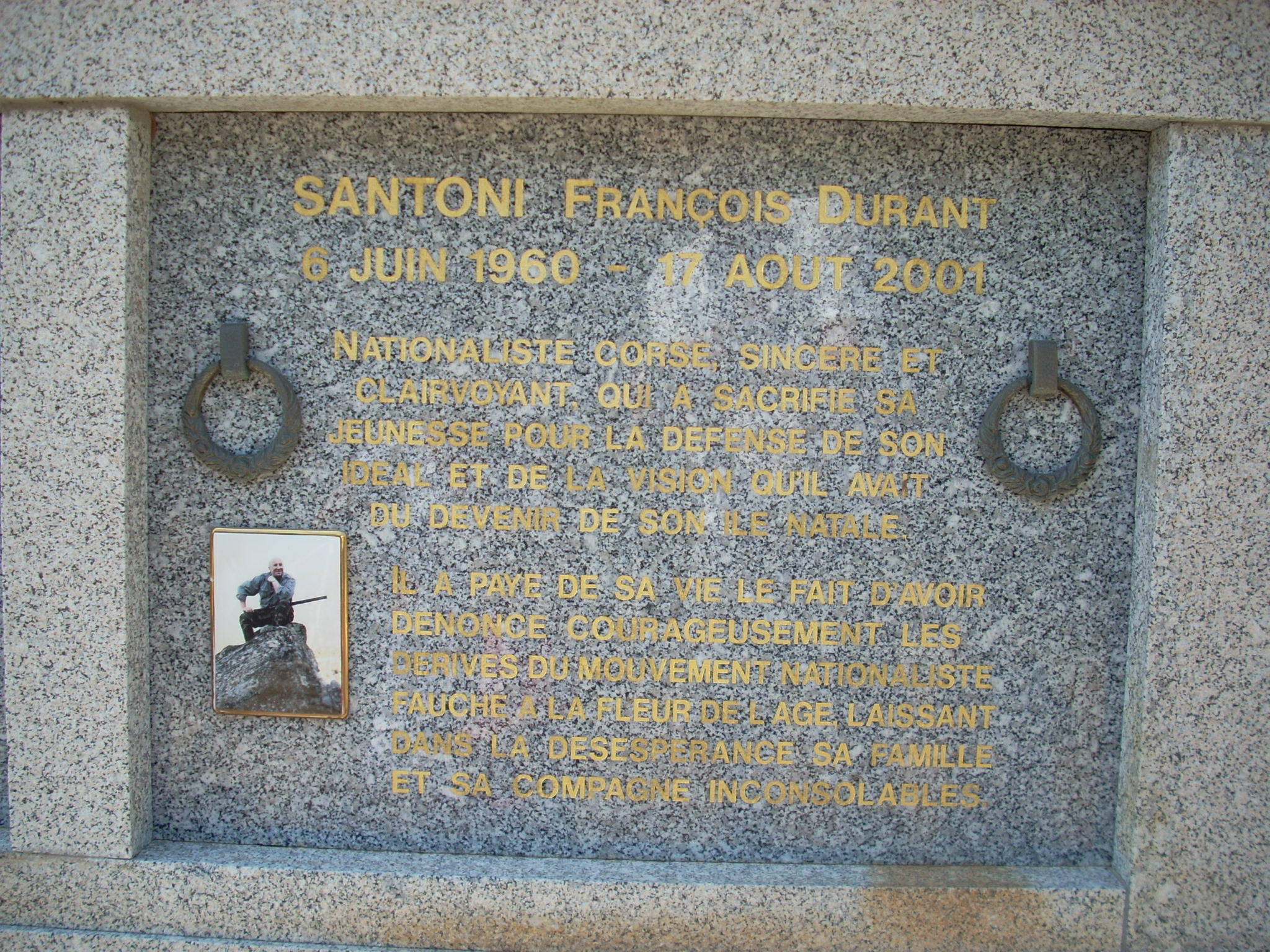
Tombe de François Santoni au cimetière de Gianuccio.

Il rompt avec le FLNC après l'assassinat du préfet Erignac. Il fonde alors Armata Corsa. 
François Santoni est aussi l'auteur de deux livres, l'un coécrit avec Jean-Michel Rossi, Pour solde de tout compte, dénonçant notamment les dérives mafieuses, et l'autre écrit après la mort de Jean-Michel Rossi, Contre-enquête sur trois assassinats.
François Santoni accusait la mouvance autour de Charles Pieri et le milieu mafieux d'avoir fait assassiner Jean-Michel Rossi.
Il est assassiné de treize balles le 17 août 2001, lors d'un mariage à Monacia-d'Aullène (Corse-du-Sud). Cet assassinat est probablement lié à la rivalité forte entre le FLNC, allié au gang de la Brise de mer, et Armata Corsa, dont plusieurs membres sont tués dans la deuxième moitié de l'année 2001,.
Dans son album Boucan d'enfer, Renaud lui a dédié la chanson Corsic'armes en hommage à son engagement pour sa terre et son peuple.

## Ouvrages
- Jean-Michel Rossi et François Santoni, Pour solde de tout compte, Denoël, 2000, 256 p. (ISBN 2-207-25130-6)
- François Santoni, Contre-enquête sur trois assassinats : Erignac, Rossi, Fratacci, Denoël, 2002, 171 p. (ISBN 2-207-25235-3)